# Hvězdy a pruhy (knižní série)
Hvězdy a pruhy je vědeckofantastická knižní série amerického spisovatele Harryho Harrisona. Jedná se o trilogii, anglický název cyklu je Stars and Stripes. 
Název odkazuje na vlastenecké cítění Američanů, Stars and Stripes Forever je jedna z nejznámějších vlasteneckých písní v USA, kterou složil John Philip Sousa. Stars and Stripes je zároveň přezdívka vlajky Spojených států amerických.
Příběh z alternativní historie se odehrává během americké občanské války, do které zasahují Britové. Jejich intervence způsobí, že se obě znesvářené strany, Konfederace a Unie, spojí proti Britům.

## Seznam knih
Sérii tvoří tři romány vydané v letech 1998–2002.
- Ať žijí hvězdy a pruhy..., česky 2003 (anglicky Stars and Stripes Forever, 1998) – 1. díl série
- Hvězdy a pruhy v ohrožení, česky 2003 (anglicky Stars and Stripes in Peril, 2000) – 2. díl série
- Hvězdy a pruhy vítězí, česky 2004 (anglicky Stars and Stripes Triumphant, 2002) – 3. díl série